# 류양 (체조 선수)
류양(중국어 간체자: 刘洋, 정체자: 劉洋, 병음: Liú Yáng, 한자음: 유양, 1994년 8월 11일~)은 중화인민공화국의 체조 선수로 주 종목은 링이다. 2020년과 2024년 하계 올림픽 남자 링 부문에서 금메달을 획득했다.